# 트베이더 디비시
트베이더 디비시(Tweede Divisie)는 네덜란드의 축구 리그이다. 3부 리그에 해당하는 세미 프로 리그이다.